# 크리스 샤록
크리스 샤록(영어: Chris Sharrock, 1964년 5월 30일 ~ )은 영국 베빙턴 출신의 드러머이다.

## 관련 활동
- 체리 보이즈 (1980년–1981년)
- 아이시클 워크스 (1981년–1988년)
- 라스 (1988년–1989년)
- 와일드 스완 (1990년)
- 월드 파티 (1990년–1997년)
- 라이트닝 시드 (1994년–1996년)
- 로비 윌리엄스 (1998년–2006년)
- 오아시스 (2008년–2009년)
- 비디 아이 (2010년–2014)
- 노엘 갤러거스 하이 플라잉 버즈 (2016년- )